# Ellinor Fritz
Anna Ellinor Matilda Fritz, född 28 maj 1988 i Hedemora församling, Kopparbergs län, är en svensk riksspelman sedan 2011. Hittills har hon gett ut två album i eget namn, och är medverkande som violinist på flera andra CD-produktioner. Det har genomförts många konserter och dansspelningar, som soloartist och i samarbete med andra. Har även en hel del uppdrag som pedagog och fiollärare då hon inte agerar som frilansande musiker.

## Biografi
Fritz rör sig i genrer som folkmusik, pop, världsmusik och klassisk musik. Hon har samarbetat och spelat med många olika spelmän, dansare och musiker, t.ex. koreografen Örjan Andersson, kompositören Hans Appelqvist och riksspelmannen Bengt Ohlson i Hedemora. Fritz har fått flera utmärkelser för sina insatser som traditionsbärare och spelman, bland annat Zornmärket i silver (2011) och Hedemora kommuns hederspris (2012).

## Diskografi
- 2019  –  Årsringar, Ellinor & Leonor (Kakafon Records)
- 2014 – Mormors trädgård, Ellinor & Leonor
- 2013 – Avtryck – En jubileumsskiva med Dalarnas Spelmansförbund, Dalakollektivet Records
- 2012 – Samspel – A Celebration of Young Musical Talent in Dalarna – 25 Years of Tällberg Foundation Scholarships", Dalakollektivet Records
- 2011 – The Habibis, The Habibis

## Priser och utmärkelser
- 2016 – Spelmansresan av Dalarnas spelmansförbund[5]
- 2012 – Hedemora kommuns hederspris
- 2011 – Kungliga Musikaliska Akademiens musikstipendium
- 2011 – Zornmärket i silver
- 2010 – Staremarks violinstipendium
- 2010 – Adlerbertska stipendiet för musikstuderande
- 2010 – Tällberg Foundations spelmansstipendium
- 2008 – Hillevi Martinpelto-stipendiet
- 2008 – Pål Olles fiol
- 2006 – Eric Sahlströmstipendiet
- 2005 – Ingvar Normanstipendiet för unga spelmän i Södra Dalarna